# Seixo Amarelo
Seixo Amarelo is een plaats (freguesia) in de Portugese gemeente Guarda en telt 126 inwoners (2001).